# Taj McWilliams-Franklin
Taj McWilliams-Franklin (El Paso, 20 de octubre de 1970) es una exbaloncestista estadounidense de la Women's National Basketball Association (WNBA) que ocupaba la posición de ala-pívot y centro.
Fue reclutada por los Orlando Miracle en la 32° posición de la tercera ronda del Draft de la WNBA de 1999, y militó tanto en los Orlando Miracle (1999–2002) como en los Familia Schio (1999–2002), Connecticut Sun (2003–2006), Los Angeles Sparks (2007), Washington Mystics (2008), Detroit Shock (2008–2009), Galatasaray (2008–2009), New York Liberty (2010), Minnesota Lynx (2011-2012) y CAB-Clube Amigos do Basquet (2013–2014), entre varios otros.
Formó parte del equipo estadounidense que se alzó con la medalla de oro en el Campeonato Mundial de Baloncesto Femenino de 1998 en Alemania; además, fue parte del All-Star Game de la WNBA en seis oportunidades entre 1999–2001 y 2005–2007. Por otro lado, en el año 2005 fue galardonada con el Premio Kim Perrot a la Jugadora Más Deportiva.

## Estadísticas

### Totales
| Año                                                                                              | Equipo | J   | JI  | MJ    | TC   | ITC  | TC%  | 3P | 3PA | 3P%   | 2P   | 2PA  | 2P%  | TL  | ITL  | TL%  | RBO  | RBD  | RBT  | AST | STL | BLK | TOV | PF   | PTS  |
| ------------------------------------------------------------------------------------------------ | ------ | --- | --- | ----- | ---- | ---- | ---- | -- | --- | ----- | ---- | ---- | ---- | --- | ---- | ---- | ---- | ---- | ---- | --- | --- | --- | --- | ---- | ---- |
| 1999 ★                                                                                           | ORL    | 32  | 32  | 1042  | 153  | 319  | .480 | 20 | 45  | .444  | 133  | 274  | .485 | 94  | 141  | .667 | 81   | 158  | 239  | 51  | 57  | 38  | 80  | 96   | 420  |
| 2000 ★                                                                                           | ORL    | 32  | 32  | 1098  | 173  | 330  | .524 | 5  | 17  | .294  | 168  | 313  | .537 | 87  | 122  | .713 | 90   | 154  | 244  | 54  | 59  | 31  | 83  | 86   | 438  |
| 2001 ★                                                                                           | ORL    | 32  | 32  | 1059  | 157  | 331  | .474 | 2  | 10  | .200  | 155  | 321  | .483 | 87  | 117  | .744 | 114  | 129  | 243  | 69  | 52  | 50  | 80  | 74   | 403  |
| 2002                                                                                             | ORL    | 13  | 12  | 383   | 41   | 82   | .500 | 1  | 3   | .333  | 40   | 79   | .506 | 27  | 31   | .871 | 21   | 42   | 63   | 13  | 19  | 14  | 22  | 40   | 110  |
| 2003                                                                                             | CON    | 34  | 34  | 983   | 133  | 301  | .442 | 12 | 43  | .279  | 121  | 258  | .469 | 76  | 102  | .745 | 78   | 149  | 227  | 49  | 43  | 33  | 54  | 103  | 354  |
| 2004                                                                                             | CON    | 34  | 34  | 1133  | 168  | 352  | .477 | 0  | 12  | .000  | 168  | 340  | .494 | 77  | 128  | .602 | 83   | 161  | 244  | 63  | 48  | 45  | 73  | 96   | 413  |
| 2005 ★                                                                                           | CON    | 34  | 34  | 1083  | 180  | 364  | .495 | 4  | 18  | .222  | 176  | 346  | .509 | 107 | 136  | .787 | 78   | 170  | 248  | 65  | 37  | 25  | 59  | 80   | 471  |
| 2006 ★                                                                                           | CON    | 32  | 32  | 996   | 164  | 329  | .498 | 1  | 8   | .125  | 163  | 321  | .508 | 81  | 110  | .736 | 104  | 202  | 306  | 80  | 35  | 31  | 78  | 75   | 410  |
| 2007 ★                                                                                           | LAS    | 29  | 27  | 851   | 125  | 255  | .490 | 3  | 13  | .231  | 122  | 242  | .504 | 68  | 88   | .773 | 69   | 101  | 170  | 49  | 34  | 30  | 50  | 75   | 321  |
| 2008                                                                                             | TOT    | 33  | 33  | 1047  | 174  | 344  | .506 | 8  | 26  | .308  | 166  | 318  | .522 | 66  | 85   | .776 | 76   | 162  | 238  | 54  | 47  | 30  | 84  | 80   | 422  |
| 2008                                                                                             | WAS    | 26  | 26  | 862   | 147  | 280  | .525 | 7  | 25  | .280  | 140  | 255  | .549 | 46  | 63   | .730 | 59   | 132  | 191  | 41  | 44  | 25  | 75  | 62   | 347  |
| 2008                                                                                             | DET    | 7   | 7   | 185   | 27   | 64   | .422 | 1  | 1   | 1.000 | 26   | 63   | .413 | 20  | 22   | .909 | 17   | 30   | 47   | 13  | 3   | 5   | 9   | 18   | 75   |
| 2009                                                                                             | DET    | 34  | 34  | 1032  | 139  | 283  | .491 | 3  | 15  | .200  | 136  | 268  | .507 | 51  | 68   | .750 | 65   | 160  | 225  | 98  | 33  | 16  | 66  | 86   | 332  |
| 2010                                                                                             | NYL    | 34  | 34  | 994   | 140  | 274  | .511 | 6  | 23  | .261  | 134  | 251  | .534 | 76  | 92   | .826 | 74   | 110  | 184  | 69  | 47  | 30  | 52  | 101  | 362  |
| 2011                                                                                             | MIN    | 34  | 33  | 966   | 116  | 261  | .444 | 2  | 9   | .222  | 114  | 252  | .452 | 47  | 61   | .770 | 74   | 131  | 205  | 81  | 35  | 24  | 53  | 81   | 281  |
| 2012                                                                                             | MIN    | 33  | 33  | 879   | 122  | 235  | .519 | 2  | 5   | .400  | 120  | 230  | .522 | 30  | 40   | .750 | 55   | 122  | 177  | 84  | 34  | 46  | 66  | 75   | 276  |
| Carrera                                                                                          |        | 440 | 436 | 13546 | 1985 | 4060 | .489 | 69 | 247 | .279  | 1916 | 3813 | .502 | 974 | 1321 | .737 | 1062 | 1951 | 3013 | 879 | 580 | 443 | 900 | 1148 | 5013 |
| Notas: J=Juegos; JI=Juegos iniciales; MJ=Minutos jugados; ITC=Intentos de TC; ITL=Intentos de TL |        |     |     |       |      |      |      |    |     |       |      |      |      |     |      |      |      |      |      |     |     |     |     |      |      |

### Por juego
| Año                                                                                              | Equipo | J   | JI  | MJ   | TC  | ITC  | TC%  | 3P  | 3PA | 3P%   | 2P  | 2PA  | 2P%  | TL  | ITL | TL%  | RBO | RBD | RBT | AST | STL | BLK | TOV | PF  | PTS  |
| ------------------------------------------------------------------------------------------------ | ------ | --- | --- | ---- | --- | ---- | ---- | --- | --- | ----- | --- | ---- | ---- | --- | --- | ---- | --- | --- | --- | --- | --- | --- | --- | --- | ---- |
| 1999                                                                                             | ORL    | 32  | 32  | 32.6 | 4.8 | 10.0 | .480 | 0.6 | 1.4 | .444  | 4.2 | 8.6  | .485 | 2.9 | 4.4 | .667 | 2.5 | 4.9 | 7.5 | 1.6 | 1.8 | 1.2 | 2.5 | 3.0 | 13.1 |
| 2000                                                                                             | ORL    | 32  | 32  | 34.3 | 5.4 | 10.3 | .524 | 0.2 | 0.5 | .294  | 5.3 | 9.8  | .537 | 2.7 | 3.8 | .713 | 2.8 | 4.8 | 7.6 | 1.7 | 1.8 | 1.0 | 2.6 | 2.7 | 13.7 |
| 2001                                                                                             | ORL    | 32  | 32  | 33.1 | 4.9 | 10.3 | .474 | 0.1 | 0.3 | .200  | 4.8 | 10.0 | .483 | 2.7 | 3.7 | .744 | 3.6 | 4.0 | 7.6 | 2.2 | 1.6 | 1.6 | 2.5 | 2.3 | 12.6 |
| 2002                                                                                             | ORL    | 13  | 12  | 29.5 | 3.2 | 6.3  | .500 | 0.1 | 0.2 | .333  | 3.1 | 6.1  | .506 | 2.1 | 2.4 | .871 | 1.6 | 3.2 | 4.8 | 1.0 | 1.5 | 1.1 | 1.7 | 3.1 | 8.5  |
| 2003                                                                                             | CON    | 34  | 34  | 28.9 | 3.9 | 8.9  | .442 | 0.4 | 1.3 | .279  | 3.6 | 7.6  | .469 | 2.2 | 3.0 | .745 | 2.3 | 4.4 | 6.7 | 1.4 | 1.3 | 1.0 | 1.6 | 3.0 | 10.4 |
| 2004                                                                                             | CON    | 34  | 34  | 33.3 | 4.9 | 10.4 | .477 | 0.0 | 0.4 | .000  | 4.9 | 10.0 | .494 | 2.3 | 3.8 | .602 | 2.4 | 4.7 | 7.2 | 1.9 | 1.4 | 1.3 | 2.1 | 2.8 | 12.1 |
| 2005                                                                                             | CON    | 34  | 34  | 31.9 | 5.3 | 10.7 | .495 | 0.1 | 0.5 | .222  | 5.2 | 10.2 | .509 | 3.1 | 4.0 | .787 | 2.3 | 5.0 | 7.3 | 1.9 | 1.1 | 0.7 | 1.7 | 2.4 | 13.9 |
| 2006                                                                                             | CON    | 32  | 32  | 31.1 | 5.1 | 10.3 | .498 | 0.0 | 0.3 | .125  | 5.1 | 10.0 | .508 | 2.5 | 3.4 | .736 | 3.3 | 6.3 | 9.6 | 2.5 | 1.1 | 1.0 | 2.4 | 2.3 | 12.8 |
| 2007                                                                                             | LAS    | 29  | 27  | 29.3 | 4.3 | 8.8  | .490 | 0.1 | 0.4 | .231  | 4.2 | 8.3  | .504 | 2.3 | 3.0 | .773 | 2.4 | 3.5 | 5.9 | 1.7 | 1.2 | 1.0 | 1.7 | 2.6 | 11.1 |
| 2008                                                                                             | TOT    | 33  | 33  | 31.7 | 5.3 | 10.4 | .506 | 0.2 | 0.8 | .308  | 5.0 | 9.6  | .522 | 2.0 | 2.6 | .776 | 2.3 | 4.9 | 7.2 | 1.6 | 1.4 | 0.9 | 2.5 | 2.4 | 12.8 |
| 2008                                                                                             | WAS    | 26  | 26  | 33.2 | 5.7 | 10.8 | .525 | 0.3 | 1.0 | .280  | 5.4 | 9.8  | .549 | 1.8 | 2.4 | .730 | 2.3 | 5.1 | 7.3 | 1.6 | 1.7 | 1.0 | 2.9 | 2.4 | 13.3 |
| 2008                                                                                             | DET    | 7   | 7   | 26.4 | 3.9 | 9.1  | .422 | 0.1 | 0.1 | 1.000 | 3.7 | 9.0  | .413 | 2.9 | 3.1 | .909 | 2.4 | 4.3 | 6.7 | 1.9 | 0.4 | 0.7 | 1.3 | 2.6 | 10.7 |
| 2009                                                                                             | DET    | 34  | 34  | 30.4 | 4.1 | 8.3  | .491 | 0.1 | 0.4 | .200  | 4.0 | 7.9  | .507 | 1.5 | 2.0 | .750 | 1.9 | 4.7 | 6.6 | 2.9 | 1.0 | 0.5 | 1.9 | 2.5 | 9.8  |
| 2010                                                                                             | NYL    | 34  | 34  | 29.2 | 4.1 | 8.1  | .511 | 0.2 | 0.7 | .261  | 3.9 | 7.4  | .534 | 2.2 | 2.7 | .826 | 2.2 | 3.2 | 5.4 | 2.0 | 1.4 | 0.9 | 1.5 | 3.0 | 10.6 |
| 2011                                                                                             | MIN    | 34  | 33  | 28.4 | 3.4 | 7.7  | .444 | 0.1 | 0.3 | .222  | 3.4 | 7.4  | .452 | 1.4 | 1.8 | .770 | 2.2 | 3.9 | 6.0 | 2.4 | 1.0 | 0.7 | 1.6 | 2.4 | 8.3  |
| 2012                                                                                             | MIN    | 33  | 33  | 26.6 | 3.7 | 7.1  | .519 | 0.1 | 0.2 | .400  | 3.6 | 7.0  | .522 | 0.9 | 1.2 | .750 | 1.7 | 3.7 | 5.4 | 2.5 | 1.0 | 1.4 | 2.0 | 2.3 | 8.4  |
| Carrera                                                                                          |        | 440 | 436 | 30.8 | 4.5 | 9.2  | .489 | 0.2 | 0.6 | .279  | 4.4 | 8.7  | .502 | 2.2 | 3.0 | .737 | 2.4 | 4.4 | 6.8 | 2.0 | 1.3 | 1.0 | 2.0 | 2.6 | 11.4 |
| Notas: J=Juegos; JI=Juegos iniciales; MJ=Minutos jugados; ITC=Intentos de TC; ITL=Intentos de TL |        |     |     |      |     |      |      |     |     |       |     |      |      |     |     |      |     |     |     |     |     |     |     |     |      |